# ハゲトキ
ハゲトキ（学名:Geronticus calvus）は、ペリカン目トキ科に分類される鳥類の一種である。
別名ズアカミドリトキ。

## 分布
南アフリカ東南部。

## 形態
体長約70cm。頸より下は緑紫いろの光沢のある黒色で、雨覆は紫色がかった光沢のある赤銅色である。
下頸に房状の飾羽がある。頭部と上顎は皮膚が裸出しており桃色に見える（これが和名の由来である）が、
頭頂部は赤い。
幼鳥は、成鳥に比べて体色に光沢が少なく、頭部に薄い灰色の毛が生えている。

## 生態
山地に生息する。通常、小さな群れで生活する。餌の採食時には湿地や草原、放牧地などに集まる。
昆虫類、カタツムリなどの軟体動物、両生類などを捕食する。
繁殖時は小さなコロニーを形成するが、単独で営巣することもある。雄が巣材を集め、雌が崖の割れ目に巣を作る。
1腹2-4個の卵を産み、抱卵期間は24-25日である。抱卵、育雛とも雌雄共同で行う。雛は孵化後約55日で飛べるようになる。